# Charf-Mghogha
Charf-Mghogha (àrab: الشرف مغوغة, ax-Xarf Mḡūḡa; amazic estàndard marroquí: ⵛⴰⵕⴼ ⵎⵖⵓⵖⴰ, Caṛf MƔuƔa) és un arrondissement de la ciutat de Tànger, a la prefectura de Tanger-Assilah, a la regió de Tànger-Tetuan-Al Hoceima, al Marroc. Segons el cens de 2014 tenia una població total de 201.122 persones. Entre els censos de 1994 i 2004 ha sofert un augment de població, passant de 108.577 a 141.987 habitants.